# Timonius corymbosus
Timonius corymbosus är en måreväxtart som beskrevs av Theodoric Valeton. Timonius corymbosus ingår i släktet Timonius och familjen måreväxter.

## Underarter
Arten delas in i följande underarter:
- T. c. corymbosus
- T. c. takamatsui